# 滕斯比特尔-勒斯特
滕斯比特尔-勒斯特是德国石勒苏益格－荷尔斯泰因州的一个市镇。总面积19.36平方公里，总人口685人，其中男性339人，女性346人（2011年12月31日），人口密度35人/平方公里。